# ديفيد مارتن (تنس)
ديفيد مارتن (بالإنجليزية: David Martin)‏ مواليد 22 فبراير 1981 في تلسا، هو لاعب كرة مضرب أمريكي سابق بدأ مسيرته كمحترف سنة 2003 وكان يلعب باليد اليسرى، اعتزل اللعب في 2011. أعلى تصنيف له في الفردي كان المركز الـ 459 في سنة 2006.

## بطولات حققها
- بطولة أمريكا المفتوحة للتنس

## روابط خارجية
- ديفيد مارتن على موقع رابطة محترفي التنس (الإنجليزية)
- ديفيد مارتن على موقع الاتحاد الدولي لكرة المضرب (الإنجليزية)
- ديفيد مارتن على موقع خلاصة التنس.كوم (الإنجليزية)
- ديفيد مارتن على موقع إي إس بي إن.كوم (الإنجليزية)